# Zosterop pàl·lid
El zosterop pàl·lid (Zosterops citrinella) és un ocell de la família dels zosteròpids (Zosteropidae).
Habita els boscos clars, terres de conreu i manglars a les illes Petites de la Sonda de Sumbawa, Flores (Indonèsia), Sumba, Savu, Timor, Semau, Rote, Lembata, Alor i illes Tanimbar, illes de l'Estret de Torres i altres properes al nord-est d'Austràlia.